# Союз-2-3
«Союз-2-3» — ракета-носитель, создаваемая на основе ракеты-носителя «Союз-2» путём глубокой модернизации. Разработку ракеты ведёт ГНПРКЦ «ЦСКБ-Прогресс» (Самара).

## Назначение
Ракета предназначена для выведения на все типы орбит, как и «Союз-2», но более тяжелой полезной нагрузки. Изначально проектирование производилось с целью создания модификации Союз-2, способной выводить на орбиту многоцелевой пилотируемый многоразовый космический корабль Клипер.

## Модификации ракеты
Модернизация ракеты проводится в 3 этапа, которые, по видимому будут сосуществовать параллельно.

### Вариант 1
Относительно Союз-2-1б: Замена двигателя РД-108 на центральном блоке на НК-33-1 с увеличением объёмов баков в центральном блоке, исключением баков перекиси водорода и азота и соответствующей доработкой системы управления (СУ). Ожидаемая выводимая полезная нагрузка — порядка 11 тонн.

### Вариант 2
Относительно варианта 1: замена двигателей РД-107 на боковых блоках на РД-0155 с увеличением объёмов баков в боковых блоках, исключением баков перекиси водорода и азота и соответствующей доработкой СУ. Ожидаемая выводимая полезная нагрузка — порядка 13 тонн.

### Вариант 3
Относительно варианта 2: замена третьей ступени на кислородно-водородную. Ожидаемая выводимая полезная нагрузка — порядка 15 тонн.

### Вариант 4
Предложен в рамках тендера на носитель для нового пилотируемого космического корабля, представляет собой более глубокую модернизацию по сравнению с вариантом 2.
Относительно варианта 1: замена РД-107 на боковых блоках на НК-33-1, увеличение ёмкости баков боковых блоков за счет изменения формы с конической на цилиндрическую, увеличение ёмкости баков центрального блока за счет изменения формы верхней части с конической на цилиндрическую, увеличение диаметра «Блока И» до верхнего диаметра нового центрального блока. Ожидаемая выводимая полезная нагрузка — 16 тонн при использовании в «Блоке И» РД-0110 (пилотируемый вариант), 17 тонн при использовании РД-0124 (грузовой вариант).